# Pseudolimnophila
Pseudolimnophila är ett släkte av tvåvingar som beskrevs av Alexander 1919. Pseudolimnophila ingår i familjen småharkrankar.

## Dottertaxa tillPseudolimnophila, i alfabetisk ordning[1][2]
- Pseudolimnophila alboapicata
- Pseudolimnophila apicinigra
- Pseudolimnophila aurantiaca
- Pseudolimnophila auranticollis
- Pseudolimnophila auripes
- Pseudolimnophila australina
- Pseudolimnophila bisatrata
- Pseudolimnophila brunneinota
- Pseudolimnophila chikurina
- Pseudolimnophila chrysopoda
- Pseudolimnophila cinctifemur
- Pseudolimnophila comes
- Pseudolimnophila compta
- Pseudolimnophila concussa
- Pseudolimnophila contempta
- Pseudolimnophila costofimbriata
- Pseudolimnophila descripta
- Pseudolimnophila dravidica
- Pseudolimnophila dundoensis
- Pseudolimnophila ebullata
- Pseudolimnophila eremnonota
- Pseudolimnophila ernestina
- Pseudolimnophila exsul
- Pseudolimnophila flavithorax
- Pseudolimnophila frugi
- Pseudolimnophila fusca
- Pseudolimnophila glabra
- Pseudolimnophila honesta
- Pseudolimnophila illegitima
- Pseudolimnophila imperita
- Pseudolimnophila inconcussa
- Pseudolimnophila inornata
- Pseudolimnophila interstincta
- Pseudolimnophila kambaitiae
- Pseudolimnophila legitima
- Pseudolimnophila lucorum
- Pseudolimnophila luteipennis
- Pseudolimnophila luteitarsis
- Pseudolimnophila mauritiana
- Pseudolimnophila megalops
- Pseudolimnophila melanura
- Pseudolimnophila monomelania
- Pseudolimnophila multipunctata
- Pseudolimnophila niveicoxa
- Pseudolimnophila noveboracensis
- Pseudolimnophila nycteris
- Pseudolimnophila octoseriata
- Pseudolimnophila pallidicoxa
- Pseudolimnophila palmeri
- Pseudolimnophila pluto
- Pseudolimnophila plutoides
- Pseudolimnophila polytila
- Pseudolimnophila princeps
- Pseudolimnophila productivena
- Pseudolimnophila projecta
- Pseudolimnophila rex
- Pseudolimnophila rhanteria
- Pseudolimnophila rhodesiae
- Pseudolimnophila senex
- Pseudolimnophila seniorwhitei
- Pseudolimnophila sepium
- Pseudolimnophila seticostata
- Pseudolimnophila sottiauxi
- Pseudolimnophila spatiosa
- Pseudolimnophila subaurantiaca
- Pseudolimnophila subhonesta
- Pseudolimnophila subimperita
- Pseudolimnophila subprinceps
- Pseudolimnophila supplementa
- Pseudolimnophila telephallus
- Pseudolimnophila varipes
- Pseudolimnophila xantha
- Pseudolimnophila xanthomelania
- Pseudolimnophila zelanica